# 第25届奥斯卡金像奖
第25屆奥斯卡金像奖（英語：25th Academy Awards）於1953年3月19日舉行，這是奧斯卡獎史上第一次於荷里活雷電華潘太及斯劇院和紐約市莊嚴劇院同步舉行，也是第一次透過全國廣播公司進行電視轉播。《戲王之王》拿下最佳影片，但後世評論家多認為這是奧斯卡史上的一大憾事。美國首映雜誌把該片列為10大奧斯卡最糟的最佳影片得主，英國帝國雜誌也把該片評為史上第三差的最佳影片。在這一年的入圍電影中，只有《日正當中》和《萬花嬉春》這兩部片被美國電影學會入選AFI百年百大電影。
《玉女奇男》雖未入圍最佳影片，但最後贏得本屆最多的五項獎座，這也是奧斯卡史上僅有的兩次紀錄，前一次出現是第13屆的《月宫宝盒》，該片同樣沒有入圍最佳影片，但最後卻拿下了當屆最多的三個獎項。
這一屆最佳影片《戲王之王》只拿下兩座獎項，這個紀錄直到第88屆的《驚爆焦點》才又再次出現（該片僅拿下最佳影片及最佳原創劇本）。此外這一年有兩部影片（《玉女奇男》和《安徒生傳》）沒有入圍最佳影片，但卻在總入圍項目高於拿下最佳影片的得主，這在奧斯卡史上也是罕見的紀錄，下一次出現要到第79屆奧斯卡金像獎。
雪莉·布思是最後一位誕生於19世紀且拿下最佳女主角的演員。約翰·福特拿下最佳导演獎，締下第四度獲獎的奧斯卡紀錄。另外，從1936年開始增加最佳男女配角獎項以來，這一屆也是史上首次在最佳影片、導演、男女主角、男女配角六大獎項都分屬不同電影的紀錄。至今這個紀錄只出現四次，包括1956年第29屆、2005年第78屆和2012年第85屆。

## 获奖名单
得獎者以粗體表示。
| 最佳影片(Best motion picture) - 《戲王之王》 - 《日正當中》 - 《劫後英雄傳》 - 《青樓情孽》 - 《蓬門今始為君開》 | 最佳导演(Directing) - 約翰·福特 – 《蓬門今始為君開》 - 约瑟夫·曼凯维奇 – 《五根手指》 - 塞西爾·德米爾 – 《戲王之王》 - 弗雷德·金尼曼 –《日正當中》 - 約翰·休斯頓 –《青樓情孽》 |
| 最佳男主角(Actor) - 賈利·古柏 –《日正當中》 - 馬龍·白蘭度 –《萨巴达传》 - 柯克·道格拉斯 –《玉女奇男》 - 何塞·费勒 – 《青樓情孽》 - 亚利克·基尼斯 – 《械劫裝甲車》 | 最佳女主角(Actress) - 雪莉·布思 –《蘭閨春怨》 - 琼·克劳馥 –《鳳閣春殘》 - 贝蒂·戴维斯 – 《昨日星塵》 - 朱莉·哈里斯 – 《婚礼的成员》 - 蘇珊·海華 – 《情淚心聲》 |
| 最佳男配角(Actor in a supporting role) - 安东尼·奎恩 – 《萨巴达传》 - 理查德·伯顿 –《斷腸花》 - 阿瑟·休恩尼卡 –《峰火彌天》 - 維多·麥克勞倫 – 《蓬門今始為君開》 - 杰克·帕兰斯 – 《鳳閣春殘》 | 最佳女配角(Actress in a supporting role) - 格洛丽亚·格雷厄姆 –《玉女奇男》 - 简·哈根 –《萬花嬉春》 - 科莱特·玛钱德 –《青樓情孽》 - 泰瑞·摩尔 –《蘭閨春怨》 - 特尔玛·里特 – 《情淚心聲》 |
| 最佳原创故事 Writing (Motion picture story) - 《戲王之王》 – 弗雷德里克·M·弗蘭克、西奧多·聖約翰 和 弗蘭克·卡維特(Frank Cavett) - 《我的兒子約翰》 – 李歐·麥卡瑞 - 《狹窄邊緣》 – 馬丁·戈德史密斯 和 傑克·倫納德(Jack Leonard) - 《聖路易斯的驕傲》 – 蓋伊·特羅斯珀 - 《狙擊手》 – 埃德娜·安哈特 和 愛德華·安哈爾特 | 最佳原創劇本 Writing (Story and screenplay) - 《械劫裝甲車》 – T·E·B·克拉克 - 《原子城》 – 西德尼·保漢 - 《一飛沖天》– 泰倫斯·拉提根 - 《派特和邁克》– 露芙·高頓 和 加森·卡寧 - 《萨巴达传》 – 約翰·史坦貝克 |
| 最佳改編劇本 Writing (Screenplay) - 《玉女奇男》 – 查爾斯·施奈，改編自喬治·布拉索的小說 - 《五指》 – 邁克爾·威爾遜，改編自路德維希·卡爾·莫伊茲施的小說 - 《日正當中》 – 卡爾·福門，改編自約翰·康寧漢的小說 - 《白衣男子》 – 約翰·戴頓、亞歷山大·麥肯德里克 和 羅格·麥克杜格，改編自羅格·麥克杜格的舞台劇 - 《蓬門今始為君開》 – 法蘭克·紐根特，改編自莫里斯·沃爾什的小說                                                                      | 最佳紀錄片 Documentary(Feature) - 《環繞我們的海洋》 - 《霍克斯特》 - 《納瓦荷》 |
| 最佳紀錄短片 Documentary(Short Subject) - 《鄰居》 - 《魔鬼帶走我們》 - 《花園蜘蛛》 - 《人還活著》 | 最佳單軸短片 Short subject (One-reel) - 《窗裡的光》 - 《馬鞍上的運動員》 - 《荒漠殺手》 - 《鄰居》 - 《皇家蘇格蘭》 |
| 最佳雙軸短片 Short subject (Two-reel) - 《水鳥》 - 《時間的橋樑》 - 《魔鬼帶走我們》 - 《南極補鯨》 | 最佳卡通短片 Short subject (Cartoon) - 《老鼠約翰》 - 《小飛機莊尼》 - 《瑪德琳》 - 《粉紅與藍》 - 《加拿大交通發展史》 |
| 最佳剧情或喜剧片配樂 Music(Music score of a dramatic or comedy picture) - 《日正當中》 – 迪米崔·迪歐肯 - 《劫後英雄傳》 –米克羅斯·羅饒 - 《天使顯靈》 – 馬克斯·史坦納 - 《竊賊》 – 赫歇爾·伯克·吉爾伯特 - 《萨巴达传》 – 亞歷克士·諾斯 | 最佳歌舞片配樂 Music (Scoring of a musical picture) - 《情淚心聲》 – 艾佛瑞·纽曼 - 《安徒生傳》 – 沃爾特·沙爾夫 - 《爵士歌手》 – 雷·海因多夫 和 馬克斯·史坦納 - 《靈媒》 – 吉安·卡洛·梅諾蒂 - 《萬花嬉春》 – 連尼·海頓 |
| 最佳歌曲 Music (Song) - 「High Noon (Do Not Forsake Me, Oh My Darlin)」 — 《日正當中》 • 曲： 迪米特里·迪奥姆金 • 词： 内德·华盛顿 - “Am I in Love」 — 《脂粉双枪侠之子》 • 词曲：傑克·布魯克斯 - “Because You're Mine」 — 《金缕情歌》 • 曲：尼古拉斯·博得斯基 • 词：萨米·卡恩 - “Thumbelina」 — 《安徒生传》 • 词曲：弗蘭克·羅瑟 - “Zing a Little Zong」 — 《就是为你》 • 曲：哈利·华伦 • 词：里奥·罗宾                                     | 最佳錄音(Sound recording) - 《一飛沖天》 – 伦敦电影音效部 - 《卡片》 – 松林影业音效部 - 《安徒生傳》 – 戈登·索耶 - 《蓬門今始為君開》 – 丹尼尔·布隆伯格 - 《情淚心聲》 – 托马斯·莫尔顿 |
| 最佳黑白片艺术指导 Art direction(Black-and-white) - 《玉女奇男》 – 艺术指导：愛德華·卡法格諾、塞德里克·吉本森；布景：埃德温·威利斯 和 F·基奧·格里森 - 《嘉麗妹妹》 – 艺术指导：罗兰·安德森 和 哈爾·佩雷拉；布景：埃米尔·库里 - 《斷腸花》 – 艺术指导： 約翰·迪科爾 和 莱尔·惠勒；布景：沃爾特·斯考特 - 《羅生門》 – 艺术指导：松山崇；布景：松本春造 - 《薩巴達傳》 – 艺术指导： 利蘭·福勒 和 莱尔·惠勒；布景：克勞德·E·卡本特 和 湯瑪斯·雷托 | 最佳彩色片艺术指导 Art direction(Color) - 《青樓情孽》 – 艺术指导：保羅·謝里夫；布景：馬塞爾‧韋特斯 - 《安徒生傳》 – 艺术指导：安東尼·克萊夫 和 李察·戴伊 ；布景：霍華德·布里斯托爾 - 《風流寡婦》 – 艺术指导：塞德里克·吉本森 和 保罗·格鲁斯 ；布景：阿瑟·克拉姆斯 和 埃德温·威利斯 - 《蓬門今始為君開》 – 艺术指导：弗蘭克·霍塔林 ；布景：小約翰·麥卡錫 和 查爾斯·S·湯普森 - 《雪山盟》 – 艺术指导：約翰·迪科爾 和 莱尔·惠勒 ；布景：湯瑪斯·雷托 和 保羅·福克斯 |
| 最佳黑白片攝影 Cinematography(Black-and-white) - 《玉女奇男》 – 羅伯特·瑟蒂斯 - 《峰火彌天》 – 拉塞爾·哈倫 - 《斷腸花》 – 約瑟夫·拉謝爾 - 《納瓦荷》 – 維吉爾·米勒 - 《鳳閣春殘》 – 查爾斯·朗 | 最佳彩色片摄影 Cinematography(Color) - 《蓬門今始為君開》 – 溫頓·C·霍赫 和 阿切·史圖特 - 《安徒生傳》 – 哈利·斯特拉德林 - 《劫後英雄傳》 – 法瑞迪·楊 - 《出水芙蓉》 – 喬治・佛爾塞 - 《雪山盟》 – 里昂·肖洛伊 |
| 最佳黑白片服裝設計 Costume Design(Black-and-white) - 《玉女奇男》 – 海倫·羅斯 - 《諜網妖姬》 – 尚·路易斯 - 《嘉莉妹妹》 – 伊蒂絲·海德 - 《斷腸花》 – 查爾斯·勒梅爾 和 桃樂絲·傑金斯 - 《鳳閣春殘》 – 希拉·歐布萊恩 | 最佳彩色片服裝設計 Costume Design(Black-and-white) - 《青樓情孽》 – 馬塞爾‧韋特斯 - 《戲王之王》 – 伊蒂絲·海德、桃樂絲·傑金斯 和 麥爾斯·懷特 - 《安徒生傳》 – 安東尼·克萊夫、瑪麗·威爾斯 和 芭芭拉·凱林斯卡 - 《風流寡婦》 – 海倫·羅斯 和 吉爾·斯蒂爾(過世後提名) - 《情淚心聲》 – 查爾斯·勒梅爾 |
| 最佳影片剪輯(Film editing) - 《日正當中》 – 艾爾摩·威廉斯 和 哈里·W·格斯達德 - 《蘭閨春怨》 – 华伦·洛尔 - 《神風隊末日記》 – 威廉·奧斯汀(William Austin) - 《戲王之王》 – 安妮·鲍切恩斯 - 《青樓情孽》 – 拉爾夫·坎普倫 | |

### 奥斯卡荣誉奖
- 乔治·艾尔弗雷德·米契尔(George Alfred Mitchell) - 为他对攝影機的革新和发展，并在摄影领域持续的努力
- 约瑟夫·申克（英语：Joseph M. Schenck） - 为他长期对电影產业的服务
- 梅里安· C·库珀（英语：Merian C. Cooper） - 为他对电影艺术的很多创新和贡献
- 哈羅德·勞埃德 - 喜剧大师和模範公民
- 鲍勃·霍普 - 他为全球观众带來笑声，以及對電影產業的貢獻
- 最佳特殊效果：《怒海雄風》
- 最佳外語片：《禁忌的遊戲》(法國電影)

### 歐文·G·托爾伯格紀念獎
- 塞西爾·德米爾

### 获得多项提名和奖项
| 以下电影获得多项提名： - 7项提名：《日正當中》、《青樓情孽》、《蓬門今始為君開》 - 6项提名：《玉女奇男》、《安徒生傳》 - 5项提名：《戲王之王》、《萨巴达传》、《情淚心聲》 - 4项提名：《斷腸花》、《鳳閣春殘》 - 3项提名：《蘭閨春怨》、《劫後英雄傳》 - 2项提名：《峰火彌天》、《一飛沖天》、《嘉麗妹妹》、《魔鬼帶走我們》、《五根手指》、《械劫裝甲車》、《風流寡婦》、《納瓦荷》、《鄰居》、《萬花嬉春》、《雪山盟》 | 以下电影获得多项大奖： - 5项大奖：《玉女奇男》 - 4项大奖：《日正當中》 - 2项大奖：《戲王之王》、《青樓情孽》、《蓬門今始為君開》 |